# Domus Galilaeae
Domus Galilaeae (hebrejski בית הגליל) nalazi se na Brdu Blaženstava ponad Kafarnauma i Galilejskog jezera, suvremeno je kršćansko mjesto susreta, u kojem se održavaju prvenstveno kršćanski seminari i konvivencije.
Domus Galilaeae vodi katolička organizacija Neokatekumenski put, a trajno zapošljava oko 150 djelatnika, radnika, tehničara i volontera. Zaposleno je 37 arapskih kršćana, 32 arapska muslimana, 20 druza, 10 maronita i 21 hebrejski tehničar.
Sastoji se od brojnih prostora za skupove, molitve, vrtova i knjižnice. Arhitektura, dizajn, umjetnička djela i duhovnost Domusa čini ga preporučljivim mjestom bilo kojem prolazniku.

## Povijest
Čitava građevina izgrađena je u vrlo kratkom roku, kamen temeljac položen je u siječnju 1999., a ceremonija otvorenja održana je 2000. godine. Sveti papa Ivan Pavao II. posvetio je Domus 2000. godine tijekom milenijskog posjeta Svetoj zemlji. Knjižnica je sagrađena 2005. godine.

## Međureligijski značaj
Za Domus se tvrdi da je mjesto na kojem će Kršćani imati izravnu vezu sa živom izraelskom tradicijom, gdje mogu slijediti rane kršćanske svece "koji su pribjegavali svojim hebrejskim korijenima kako bi razumjeli značaj molitve, slavlja i hebrejske liturgije". Sveti Ivan Pavao II., koji je svojim primjerom utemeljio novo razdoblje naklonosti među Katolicima i Hebrejima, naglašavao je potrebu vrednovanja židovskih korijena i uvažavanja kako bi se moglo živjeti izvorno Kršćanstvo; izričito je podržavao trajnost i vitalnost židovske vjere i molio za kontinuitet židovstva.

## Galerija
- Deset zapovjedi napisano na latinskom jeziku
- Prozor prostora za skupove u Domus Galilaeae
- Vitraj na prozoru
- Vitraj na prozoru
- Vitraj na prozoru
- Gorući grm
- Prostor susreta s pogledom na Galilejsko jezero
- Tora u središtu knjižnice

## Vanjske poveznice
- Domus Galilaeae  Arhivirana inačica izvorne stranice od 4. ožujka 2012. (Wayback Machine)